# マーロン・ヘアストン
マーロン・ヘアストン（Marlon Hairston、1994年3月23日 - ）は、アメリカ合衆国出身のサッカー選手。コロンバス・クルー所属。ポジションはMF。

## クラブ経歴
2014年1月、MLSスーパードラフトで1巡目(全体12人目)にコロラド・ラピッズに指名された。3月29日のスポルティング・カンザスシティ戦でプロデビュー。8月20日のロサンゼルス・ギャラクシー戦でプロ初ゴールを決めた。
2015年4月2日、ユナイテッドサッカーリーグのシャーロット・インディペンデンスにレンタル移籍。
2019年1月12日、総額17万5000ドル（2019年に12万5,000ドル、2020年に5万ドル）の金銭トレードでヒューストン・ダイナモに移籍。
2019年11月13日、ダルウィン・キンテロ＋2020 MLSスーパードラフトの第3ラウンド指名権と引き換えに、ミネソタ・ユナイテッドFCへ60万ドルの分配金と共にトレードされた。
2021年3月3日、コロンバス・クルーに移籍した。

## 代表歴
2013年4月に初めてタブ・ラモス監督から代表キャンプに招集され、U-20チームのトレーニングに参加した。1か月後、トゥーロン国際大会の参加メンバーに選出されたが、出場機会のないまま大会を終えた。
2018年1月8日、ボスニア・ヘルツェゴビナ代表との親善試合でフル代表チームの招集を受けた。

## 人物
プロバスケットボール選手のラマーカス・オルドリッジはいとこ。